# Novenio
Novenio  è un nome proprio di persona italiano maschile.

## Varianti
- Alterati: Novemio[1], Novembrino[2].
- Femminili: Novenia[1], Novemia[1].

## Origine e diffusione
Non ha una tradizione onomastica chiaramente definita, anche se è attestato l'uso del nome tardo latino Novemius. Deriva dal latino novem, nove, o novenus, nono, riferito all'ordine di nascita o al mese di novembre, nono mese del calendario romano. Come nome di ispirazione cristiana può essere correlato con "novena", pratica liturgica che consiste nel recitare preghiere per un periodo di nove giorni consecutivi.
Tipico del Nord Italia, è diffuso in particolare nel Vicentino.

## Onomastico
Il nome è adespota non essendoci santi che lo abbiano portato. L'onomastico può essere festeggiato il 1º novembre per la festa di Ognissanti.